# Irene Tsu

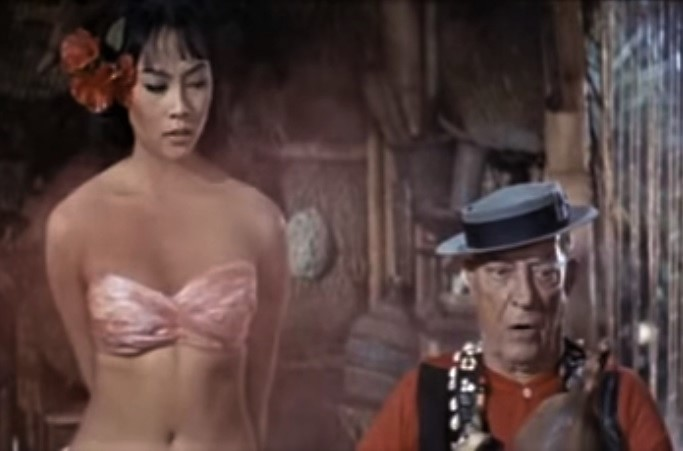
Com Buster Keaton, em Como Encher um Biquíni (1965).

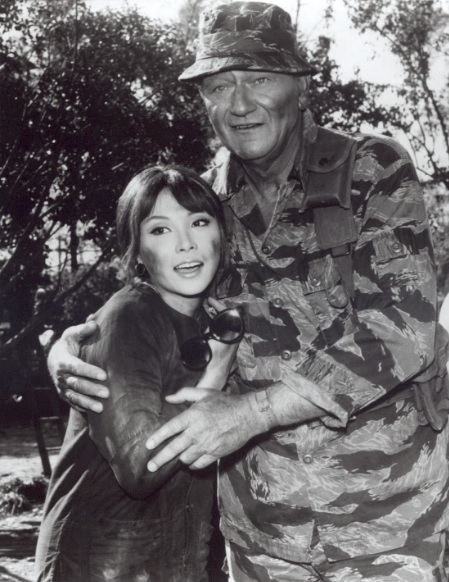
Com John Wayne, em The Green Berets (1968, foto promocional).

Irene Tsu (em chinês:  諸慧荷, transl. Zhū huì hé), nascida 4 de novembro de 1945 em Xangai, na China, é uma atriz de origem chinesa naturalizada americana.
Desde 1990, Tsu é corretora de imóveis da Coldwell Banker em Beverly Hills, na Califórnia.

## Biografia
Emigrando com sua família para os Estados Unidos no final da década de 1950, Irene Tsu recebeu sua educação lá e tornou-se cidadã americana. No teatro, atuou em 1960 em Cleveland (Ohio) na peça The World of Suzie Wong de Paul Osborn (com Tom Helmore), adaptada do romance homônimo de Richard Mason.
Assim identificada, ela teve seu primeiro pequeno papel como dançarina em Flor de Lótus, de Henry Koster (1961, com Nancy Kwan e James Shigeta). Muitos outros filmes se seguiram (principalmente americanos), incluindo Take Her, She's Mine do mesmo Henry Koster ( 1963, com James Stewart e Sandra Dee), The Green Berets de Ray Kellogg e John Wayne (1968, com John Wayne e David Janssen), Airport 1975 de Jack Smight (1974, com Charlton Heston e Karen Black), Down and Out in Beverly Hills de Paul Mazursky (1986, com Nick Nolte e Richard Dreyfuss), Mr. Jones de Mike Figgis (1993, com Richard Gere e Lena Olin) e Golden Chicken de Samson Chiu (filme de Hong Kong, 2002, com Sandra Ng e Eric Tsang).
Na televisão americana, ela apareceu em séries começando com Perry Mason (um episódio, 1963). Mais tarde incluiu The Wild Wild West (um episódio, 1967), Mission Impossible (um episódio, 1972), Supercopter (um episódio, 1985), Star Trek: Voyager (dois episódios, 1997-2001) e Law & Order: Los Angeles (um episódio, 2011).
Há também alguns filmes para TV, incluindo Shadow of a Scandal (1984, com Angie Dickinson e Tom Skerritt), dirigido por Ivan Nagy, seu marido de 1971 a 1980.

## Filmografia parcial

### Cinema
- 1961: Flower Drum Song de Henry Koster, como uma dançarina
- 1962: The Horizontal Lieutenant de Richard Thorpe, como uma jovem espiã
- 1963: Under the Yum Yum Tree de David Swift, como Suzy
- 1963: Take Her, She's Mine de Henry Koster, como Madame Wu
- 1965: John Goldfarb, Please Come Home! de J. Lee Thompson, como uma mulher do harém
- 1965: A Espada de Ali Babá de Virgil W. Vogel, como Nalu
- 1965: Como Encher um Biquíni de William Asher, como uma nativa
- 1966: Sete Mulheres de John Ford, como uma jovem chinesa
- 1966: Paradise, Hawaiian Style de Michael D. Moore, como Pua
- 1967: Caprice de Frank Tashlin, como Su Ling
- 1968: Os Boinas Verdes de Ray Kellogg e John Wayne, como Lin
- 1974: Three the Hard Way de Gordon Parks Jr., como a Imperatriz
- 1974: Airport 1975 de Jack Smight, como Carol
- 1975: Paper Tiger de Ken Annakin, como Talah
- 1975: Deadly Hero de Ivan Nagy
- 1976: Hot Potato, de Oscar Williams, como a Sargento Pam Varaje
- 1986: Um Vagabundo na Alta Roda de Paul Mazursky, como Sheila Waltzberg
- 1993: Mr. Jones de Mike Figgis, como Madame Chang
- 1996: Tian mi mi de Peter Chan, como Tia Rosie
- 2002: Gam gai de Samson Chiu, como a Tia de Kam
- 2020: Over the Moon de Glen Keane e John Kahrs, a avó (voz)

### Televisão

#### Séries
- 1963: Perry Mason, 7ª temporada, episódio 8, The Case of the Floating Stones de Don Weis, como Juli Eng.
- 1964: Meu Marciano Favorito, 2ª temporada, episódio 9, Double Trouble de Leslie Goodwins, como Leilani
- 1965: I Spy , temporada 1, episódio 2 A Cup of Kindness por Leo Penn : a jovem
- 1965: Voyage to the Bottom of the Sea, 2ª temporada, episódio 9, The Pacemaker de Sobey Martin, como Su Yin
- 1965 - 1967: The Man from U.N.C.L.E.
  - 1ª temporada, episódio 24, The Hong Kong Shilling Affair (1965) de Alvin Ganzer, como Jasmim
  - 3ª temporada, episódio 29, The Fiver Daughters Affair, Part II (1967) de Barry Shear, como Reikko
- 1967: Laredo, 2ª temporada, episódio 18, The Bitter Yen of General Ti, como Jem Sing
- 1967: The Wild Wild West, 3ª temporada, episódio 6, The Night of the Samurai, de Gunnar Hellström, como Reiko O'Hara
- 1970: The Name of the Game, 2ª temporada, episódio 16, The Night of the Samurai de John Newland, como Madame Takashima
- 1970: Family Affair, 5ª temporada, episódio 3, Eastward Ho, de Charles Barton, como Ming Lee
- 1971: Cade's County, temporada única, episódio 9, Delegate at Large, de Marvin J. Chomsky, como Mimi Drake
- 1972: Missão: Impossível, 6ª temporada, episódio 20, Double Dead, como Penyo
- 1972: The Smith Family, 2ª temporada, episódio 19, San Francisco Cop de Herschel Daugherty, como Nancy
- 1972: Cannon, 2ª temporada, episódio 3, Bitter Legion, de Michael O'Herlihy, como Lavonne Rowan
- 1973: Hawaii Five-0, 5ª temporada, episódio 22, Engaged to Be Buried, de Michael O'Herlihy, como Alia
- 1974: Ironside, 7ª temporada, episódio 17, Terror on Grant Avenue, de Arnold Laven, como Laurie Li
- 1977:The Rockford Files, 4ª temporada, episódio 8, Irving the Explainer, de James Coburn, como Daphne Ishawahara
- 1977: Future Cop, cinco episódios, como Dra. Tingley
- 1977: Mulher Maravilha, 2ª temporada, episódio 9, The Man Who Made Volcanoes, de Alan Crosland Jr., como Mei Ling
- 1985: Águia de Fogo, 3ª temporada, episódio 10, The Deadly Circle, de Harvey S. Leigo, como Carol Oshiro
- 1997 - 2001: Jornada nas Estrelas: Voyager
  - 3ª temporada, episódio 20, Favorite Son (1997), como a mãe de Kim
  - 7ª Temporada, episódio 20, Author, Author, como Maria Kim
- 2003: The Division, 3ª temporada, episódio 8, The Cost of Freedom, de Nancy McKeon, como Madame Lin
- 2004: Strong Medicine, 5ª temporada, episódio 11, Like Cures Like, de Fran Drescher, como Madame Fong.
- 2005: CSI: NY, 1ª temporada, episódio 13, Tanglewood, de Madame Tuki Song.
- 2009: Cold Case, 7ª temporada, episódio 8, Chinatown de David Von Ancken, como Da Chun Lu
- 2011: Law & Order: Los Angeles, temporada única, episódio 17, Angel's Knoll, como Christina Yu
- 2020: Away, temporada única, episódio 8, Vital Signs, de Charlotte Brändström, como a mãe idosa de Lu

#### Filmes de TV
- 1974: Judge Dee and the Monastery Murders deJeremy Kagan, como a visão celestial
- 1984: A Touch of Scandal de Ivan Nagy, como uma cliente do restaurante
- 1997: Tell Me No Secrets de Bobby Roth, como Madame Ching
- 2011: Fred 2: Night of the Living Fred de John Fortenberry, Madame Rhee.

## Teatro (seleção)
- 1960: The World of Suzie Wong, adaptação de Paul Osborn do romance homônimo de Richard Mason, direção de Joshua Logan, cenários de Jo Mielziner e figurinos de Dorothy Jeakins